# Welling United Football Club

Welling United Football Club é um clube de futebol Inglês, com base no distrito de Welling, no London Borough of Bexley. Eles atualmente disputam a National League South, que equivale à 6ª divisão do futebol inglês. 
Steve Finnan, que foi Campeão da Liga dos Campeões da UEFA pelo Liverpool, iniciou sua carreira no clube.

## Títulos

### Liga
- National League South: 1

2012–13
- Southern Football League: 1

1985–86

### Copa
- Kent Senior Cup: 3

1985–86, 1998–99, 2008–09
- London Senior Cup: 1

1989–90
- London Challenge Cup: 1

1991–92